# Гледачево
Гледачево (болг. Гледачево) — село в Болгарии. Находится в Старозагорской области, входит в общину Раднево. Население составляет 10 человек.

## Политическая ситуация
Гледачево подчиняется непосредственно общине и не имеет своего кмета.
Кмет (мэр) общины Раднево — Нончо          Воденичаров (инициативный комитет) по результатам выборов.